# Dipòsit bancari
Un dipòsit bancari és un assentament en la comptabilitat d'un banc que indica que un client és creditor d'aquest banc per una quantitat determinada.

## Tipus
- Dipòsit a la vista
- Dipòsit a termini
- Dipòsit estructurat